# Chondracanthodes deflexus
Chondracanthodes deflexus är en kräftdjursart som först beskrevs av C. B. Wilson 1932.  Chondracanthodes deflexus ingår i släktet Chondracanthodes och familjen Chondracanthidae. Inga underarter finns listade i Catalogue of Life.